# Station Prin-Deyrançon
Station Prin-Deyrançon is een spoorweghalte in de Franse gemeente Prin-Deyrançon.